# L'ebreo errante (film 1940)
L'ebreo errante (in tedesco Der ewige Jude) è un film di propaganda antisemita della Germania nazista realizzato nel 1940, presentato come un documentario. Il suo titolo originale tedesco Der ewige Jude rimanda alla figura della mitologia cristiana medievale dell'ebreo errante. Sotto insistenza del Ministro della Propaganda del Terzo Reich, Joseph Goebbels, il film venne diretto da Fritz Hippler. La sceneggiatura è accreditata a Eberhard Taubert. Il film è costituito da un lungometraggio documentaristico combinato con brevi filmati realizzati dopo l'occupazione della Polonia. In questo periodo la popolazione ebraica della Polonia era di circa tre milioni di abitanti, il dieci per cento circa della popolazione totale. Il narratore è l'attore Harry Giese (1903-1991).
Nel 1934 è stato prodotto dal Gaumont-Twickenham Studio un film britannico con lo stesso titolo. A differenza del successivo film nazista, la produzione britannica ha rappresentato gli ebrei in una luce favorevole, come le vittime di una persecuzione ingiustificata nel corso della storia, da parte dell'Inquisizione spagnola, ad esempio. Il film di Goebbels, invece, sembra voler essere una versione violentemente antisemita dell'antecedente film britannico.

## Trama
Il film è stato realizzato secondo lo stile del documentario, essendo la tesi centrale l'immutabilità di taluni tratti della personalità che, secondo l'ideologia nazista, caratterizzano la "razza ebraica" come un errante parassita della cultura. Nel corso del film, questi presunti tratti sono contrapposti all'ideale nazista: mentre gli uomini ariani mostrano soddisfazione nel lavoro fisico e nella creazione di valori, gli ebrei vengono dipinti come avidi di denaro e amanti di uno stile di vita edonistico. Mentre i membri della "razza ariana" vivono in modo sano, i ricchi ebrei vengono mostrati vivere in case sporche e infestate dagli insetti, sebbene potessero permettersi di meglio. I filmati finalizzati a trasmettere questo messaggio venivano girati nei ghetti, dove le condizioni di vita erano molto povere e inevitabilmente malsane. Mentre gli uomini germanici e nordici apprezzano la cultura e l'immaginario del Nord, gli ebrei sono accusati di trovare soddisfazione in ciò che è grottesco e decadente. Molti movimenti culturali contrari all'ideologia nazista vengono associati all'influenza ebraica, come l'arte moderna, il relativismo culturale, i movimenti anarchici e socialisti, la rivoluzione sessuale, e l'"oscura pseudo-scienza" di Albert Einstein.
Il film critica inoltre le pratiche della religione ebraica, descrivendo come disumana la macellazione voluta dalla Casherut, durante la quale gli animali venivano dissanguati, e contrapponendo tale pratica alle leggi del nazionalsocialismo, che richiedevano espressamente che gli animali venissero anestetizzati prima della macellazione o comunque abbattuti istantaneamente in modo da evitarne ogni sofferenza.

## Produzione

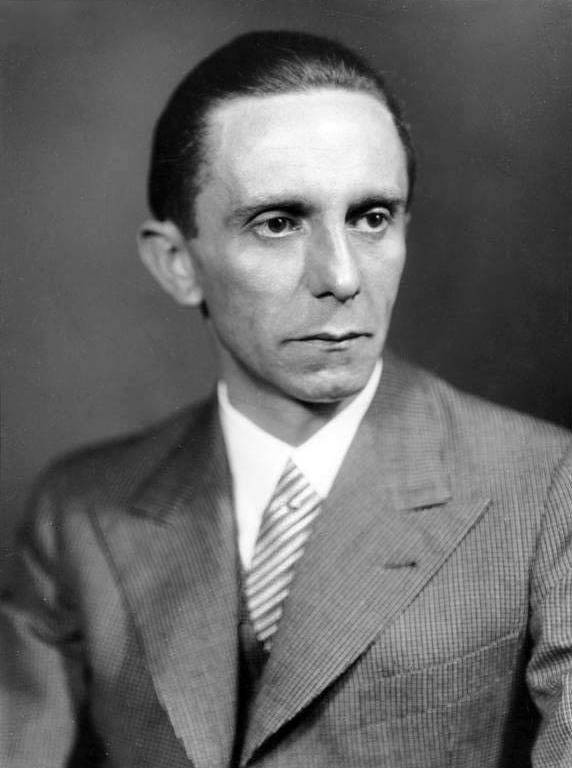
Joseph Goebbels

Sebbene Goebbels non ebbe generalmente mai un ruolo attivo nella produzione di particolari film, sicuramente la influenzò con le sue direttive nel caso di pellicole di propaganda come L'ebreo errante. Il film restò in produzione per oltre un anno. Tra la fine del 1939 e l'inizio del 1940, Goebbels dedicò "costante attenzione" alla produzione di quello che definiva il progetto del "film ebreo".
All'inizio del 1938, Goebbels avrebbe voluto inviare una troupe cinematografica in Polonia per girare delle scene nel ghetto ebraico; tuttavia, non ottenne il permesso del governo polacco. Nell'ottobre e novembre 1939, quasi immediatamente dopo l'invasione della Polonia da parte delle truppe tedesche e sovietiche, egli istruì Hippler di mandare una troupe a Łódź, Varsavia, Cracovia e Lublino, per girare materiale sugli ebrei polacchi.
Il materiale girato da Hippler nei vari ghetti ebraici di queste città venne appositamente realizzato per inserirlo nel film. All'inizio dello stesso, una scritta in sovrimpressione informa il pubblico che il "materiale documentaristico" mostra gli ebrei nel loro stato originario "prima che indossassero la maschera degli europei civilizzati". Sulla stampa nazista, Hippler approfondì il discorso, dichiarando che nel suo film gli ebrei erano stati "mostrati in una maniera senza precedenti, filmati nelle loro reali condizioni di vita e nel loro proprio ambiente, senza condizionamenti di sorta".
Anche se Hippler pubblicizzò il film come una sorta di documentario sulle reali condizioni degli ebrei senza nulla di ricostruito o simulato, le sue dichiarazioni si rivelarono totalmente false. In realtà, il film è un'opera di finzione, un esteso esercizio di manipolazione mediatica a fini propagandistici. Nel girare le varie scene, Hippler simulò molte situazioni e impiegò attori professionisti che, tra l'altro, non avevano idea di come il materiale sarebbe stato impiegato.
Oltre alle scene girate in Polonia, il resto del film consiste in immagini d'archivio tratte da altre pellicole (spesso senza autorizzazione) che L'ebreo errante presenta come se fosse materiale documentaristico.

## Distribuzione e accoglienza
Il film non ebbe l'impatto sperato sul pubblico tedesco. La pellicola soffrì del fatto di essere stata distribuita dopo Süss l'ebreo, che aveva riscosso un successo enorme, forse perché il messaggio antisemita era "nascosto" dietro una produzione d'intrattenimento con una trama avvincente. Gli attori di Süss l'ebreo erano grossi nomi del cinema tedesco dell'epoca. In contrasto, L'ebreo errante era più un documentario e non aveva "stelle" nel cast.
L'ebreo errante si rivelò un flop commerciale. Il film venne visto solo da un milione di persone contro gli oltre venti milioni che andarono a vedere Süss l'ebreo.
Heinrich Himmler volle che i membri delle SS vedessero il film a scopo didattico.

## Stereotipi razziali
Il film è infarcito di numerosi stereotipi negativi nei confronti degli ebrei, che vengono dipinti come avidi materialisti, immorali, astuti, imbroglioni, sporchi e fisicamente ripugnanti.

### Ebrei parassiti e incivili

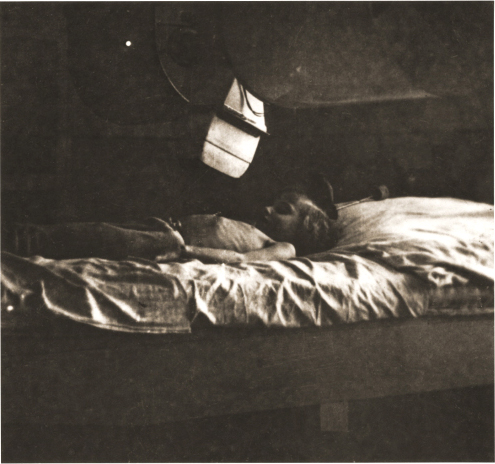
Fotografie come questa servirono per illustrare gli orrori della vita nel ghetto ebraico di Łódź

Una delle principali tesi propagandate dal film è che l'ebreo in quanto tale è un "barbaro orientale", un parassita insinuatosi nella società europea.
Il film mostra una successione di scene nelle quali gli ebrei vengono dipinti come gente incivile, sporca, parassita e con una bassa posizione sociale. Le riprese per queste scene furono girate soprattutto nel ghetto di Varsavia, ma anche in altri ghetti polacchi, filmando appositamente individui malati, indigenti, luridi e senza denti. Le location scelte mostrano invariabilmente luoghi malsani, sporchi e infestati dai parassiti. Un'altra affermazione fatta nel film è che "gli ebrei hanno sempre vissuto nei ghetti e questo perché loro stessi hanno scelto di vivere in questo modo".
Inoltre il film ricorre a un montaggio che giustappone immagini del ghetto a quelle di ratti per creare un'analogia con la migrazione degli ebrei in Europa e il diffondersi dei ratti (e della peste) nel medioevo. Per esempio, una inquadratura mostra un gruppo di ratti che escono da un tombino, seguita da un'immagine di una folla di ebrei in strada nel ghetto di Łódź. Inquadrature ravvicinate dei volti di alcuni individui nella folla, mostrano malformazioni facciali. La voce narrante afferma che, come i ratti sono i parassiti del regno animale, gli ebrei sono i parassiti della razza umana e in maniera simile diffondono malattie, pestilenze e corruzione.

### Ebrei anormali e depravati
In una lunga sequenza di immagini, il film fornisce esempi per illustrare il concetto della cultura europea ariana corrotta dagli ebrei.
Queste sequenze includono immagini di note personalità ebraiche criticate da Adolf Hitler, come il fisico premio nobel Albert Einstein e la leader comunista Rosa Luxemburg (erroneamente identificata con l'anarchica Emma Goldman) quali rappresentanti del cosiddetto "ebraismo internazionale". L'immagine di Einstein viene accostata a una serie di immagini circa il presunto controllo dell'industria della pornografia da parte della razza ebraica. Einstein viene definito inoltre "l'ebreo della Relatività, che maschera il proprio odio verso la Germania dietro le sue oscure pseudo-scienze".
Altre immagini mostrano attori ebrei (o supposti tali) dell'epoca della Repubblica di Weimar come Curt Bois, Fritz Kortner, Peter Lorre, ed Ernst Lubitsch. Anche Charlie Chaplin è incluso nella lista, erroneamente definito ebreo, possibilmente come conseguenza del ruolo del barbiere ebreo da lui interpretato nel film Il grande dittatore.
La voce narrante nel film afferma che: "Gli ebrei sono istintivamente interessati a tutto ciò che è anormale e depravato". Per confermare tale teoria, Hippler incluse una scena tratta dal film M - Il mostro di Düsseldorf di Fritz Lang dove il pedofilo assassino Beckert (interpretato da Peter Lorre) nel finale si produce in un'appassionata autodifesa di fronte a una "giuria" composta da criminali, dando la colpa dei propri crimini alla malattia mentale: «[...] Ma con me corrono i fantasmi... di madri, di bambini... Non mi lasciano un momento! Sono sempre là! Sempre! Sempre! Sempre! Soltanto quando uccido. Solo allora... E poi non mi ricordo più nulla. Dopo... dopo mi trovo dinanzi a un manifesto e leggo tutto quello che ho fatto. E leggo, leggo... Io ho fatto questo? Ma se non ricordo più nulla! Ma chi potrà mai credermi? Chi può sapere come sono fatto dentro e cos'è che sento urlare nel mio cervello e come uccido?! Non voglio! Devo! Non voglio! Devo! E poi, sento urlare una voce... e io non la posso sentire!». Secondo l'autrice Sharon Packer, Hitler utilizzò tale scena per dimostrare come "gli ebrei trasmettessero di generazione in generazione le proprie tare ereditarie criminali e quindi meritassero la morte".

### Ebrei avidi mercanti
Nel film viene esposta la tesi secondo la quale all'inizio del XX secolo, gli ebrei controllavano i mercati finanziari mondiali, essendo una potenza a livello internazionale. Anche se sono solo l'1% della popolazione della Terra, grazie al capitale in loro possesso, i giudei sono in grado di manipolare il mercato, influenzare l'opinione pubblica mondiale, e la politica internazionale.
La pellicola incolpa gli ebrei dell'inflazione e della disoccupazione in Germania. Ovviamente, nel film viene esplicitamente detto che gli ebrei sono riusciti ad ammassare grosse somme di denaro esercitando l'usura, lo strozzinaggio e commettendo vari crimini contro la popolazione tedesca.

### Arte degenerata
Nel film si avanza l'ipotesi che arti quali musica e pittura siano state "corrotte e degenerate" dall'influenza ebraica. Come esempi di arte degenerata vengono mostrati quadri di arte astratta e varie opere di artisti quali George Grosz ed Emil Nolde, mentre per illustrare il concetto di "musica degenerata", vengono citati il jazz e la cosiddetta "musica dei negri" in generale.

### Casherut
Dopo aver illustrato come gli ebrei siano responsabili del declino della civiltà occidentale, il film mostra una scena dove una vacca viene macellata secondo la pratica religiosa ebraica detta "Shechita". La scena è preceduta da un avvertimento agli spettatori, con l'avvertenza che le immagini che seguiranno potrebbero urtare le persone più impressionabili. La lunga sequenza, che dura diversi minuti, mostra mucche e pecore con la gola tagliata e lasciate morire per dissanguamento. Apparentemente la scena venne girata a causa della nota contrarietà di Hitler verso la crudeltà nei confronti degli animali. Egli aveva infatti vietato la macellazione kosher in Germania.
Durante la scena, mentre le immagini scorrono sullo schermo, la voce narrante recita: «Queste immagini sono una chiara dimostrazione di crudeltà. Esse rivelano inoltre il carattere di una razza, la propensione alla brutalità nascosta dietro l'apparenza di un rituale religioso».